# Starr Bumble Bee II
 (juillet 2019).

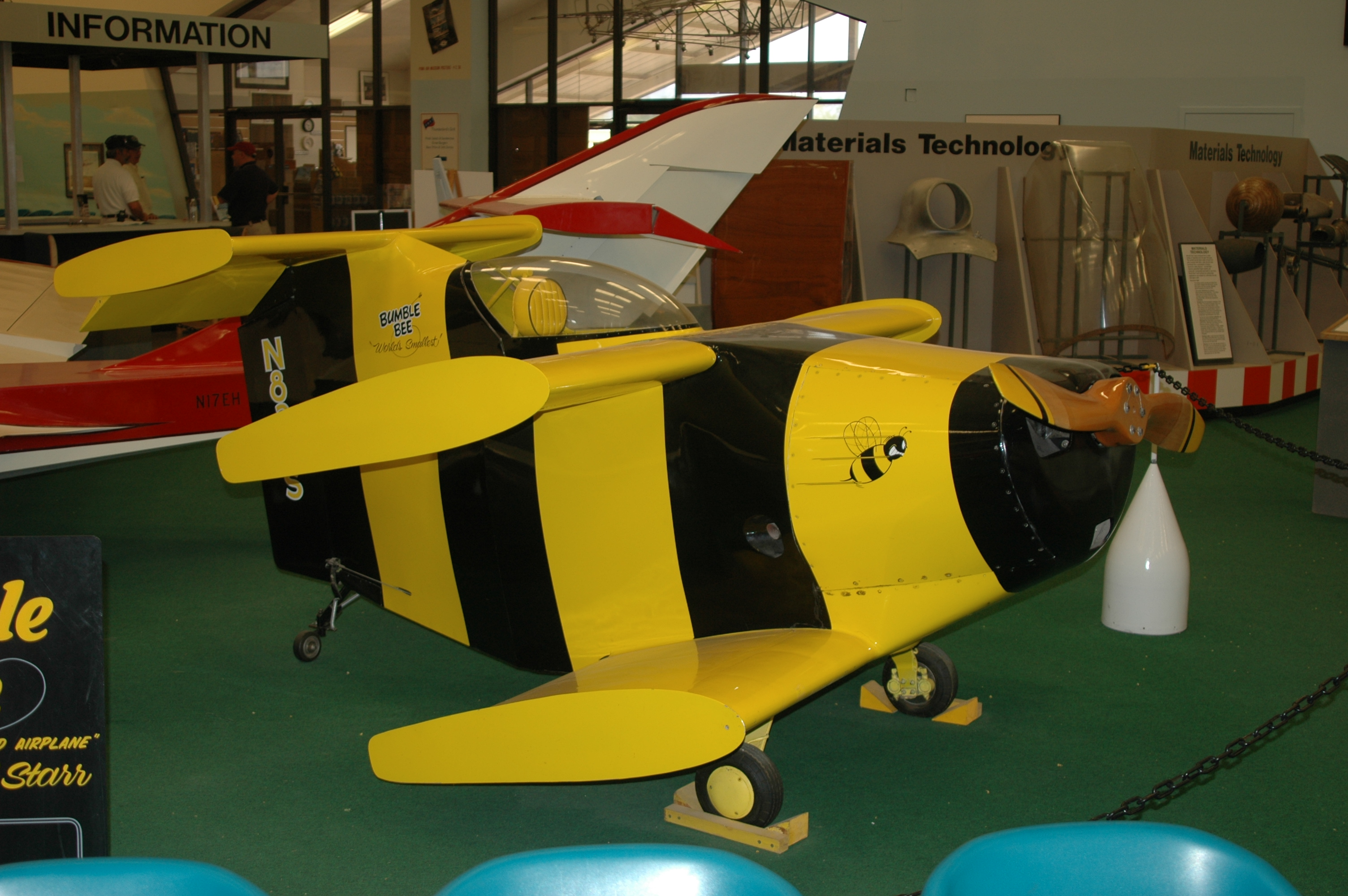
Starr Bumble Bee stocké dans Pima Air Museum, Tucson, AZ

Le Starr Bumble Bee II était le plus petit avion piloté au monde. Il a été construit par Robert H. Starr. Son premier vol a eu lieu le 8 mai 1988. Le Bumble Bee II s'est écrasé le même jour en raison d'une panne moteur. Robert Starr a été grièvement blessé dans l'accident, mais il s'est complètement remis de ses blessures.

## Spécifications

### Caractéristiques générales
- Équipage: Un
- Longueur: 2,7 m
- Envergure: 1,68 m
- Hauteur:
- Poids vide: 180 kg
- Max. poids au décollage: 260 kg
- Capacité de carburant: 11,4 litres
- Centrale électrique: 1 × Continental C85 4 cylindres refroidi à l'air moteur à piston s'oppose horizontalement, 85 ch (63 kW

### Représentation
- Vitesse maximale: 305 km/h
- Vitesse de croisière: 240 km/h
- Vitesse de décrochage: 140 km/h
- Plafond de service: 4 270 m
- Taux de montée: 23 m/s